# P2RY13
No campo da biologia molecular, P2RY13 é uma proteína que pertence ao grupo dos receptores P2Y e que, em seres humanos, é codificada pelo gene P2RY13.

## Leitura de apoio
- Communi D, Gonzalez NS, Detheux M;  et al. (2001). «Identification of a novel human ADP receptor coupled to G(i).». J. Biol. Chem. 276 (44): 41479–85. PMID 11546776. doi:10.1074/jbc.M105912200
- Zhang FL, Luo L, Gustafson E;  et al. (2002). «P2Y(13): identification and characterization of a novel Galphai-coupled ADP receptor from human and mouse.». J. Pharmacol. Exp. Ther. 301 (2): 705–13. PMID 11961076. doi:10.1124/jpet.301.2.705
- Takeda S, Kadowaki S, Haga T;  et al. (2002). «Identification of G protein-coupled receptor genes from the human genome sequence.». FEBS Lett. 520 (1-3): 97–101. PMID 12044878. doi:10.1016/S0014-5793(02)02775-8
- Strausberg RL, Feingold EA, Grouse LH;  et al. (2003). «Generation and initial analysis of more than 15,000 full-length human and mouse cDNA sequences.». Proc. Natl. Acad. Sci. U.S.A. 99 (26): 16899–903. PMC 139241. PMID 12477932. doi:10.1073/pnas.242603899